# Litoria megalops
Litoria megalops é uma espécie de anfíbio anuro da família Pelodryadidae. Está presente na Indonésia. A UICN classificou-a como deficiente de dados.